# 安科卡瓦山
14°39′22″S 70°32′22″W / 14.65611°S 70.53944°W
安科卡瓦山（Janq'u Q'awa），是秘魯的山峰，位於該國東南部普諾大區的梅爾加省，處於拉亞山脈東南面，西北面是漢科科塔湖，屬於安第斯山脈的一部分，海拔高度4,435米。